# 阿爾瓦羅·科洛姆
阿爾瓦羅·科洛姆·卡瓦列羅（西班牙語：Álvaro Colom Caballeros，1951年6月15日—2023年1月23日）是一名瓜地馬拉政治人物，前任瓜地馬拉總統。

## 背景
出生於危地马拉城，阿尔瓦罗·科洛姆是五个兄弟姐妹中的第四个孩子。他的叔叔曼努埃尔·科洛姆曾经是首都危地马拉城的市长，1979年成立自己的政党后被军政府杀害。他的儿子安东尼·科洛姆是危地马拉一个著名的流行摇滚乐队的低音結他手。经过丧偶和离婚，现在与他生活在一起的是第三任妻子桑德拉·托雷斯，兩人2003年結婚，2011年離婚。
阿尔瓦罗·科洛姆在圣卡洛斯大学毕业后，作为一个工业工程师在在不同的企业从事各种工作。后来，他进入政府工作，先后担任拉巴斯全国基金会总干事、经济部副部长。2003年，他第一次参加总统选举，输给了奥斯卡·贝尔赫，但成为五十年来表现最好的左翼候选人。

## 總統
2007年11月4日，阿尔瓦罗·科洛姆在总统选举第二轮投票中战胜对手退役将军、右翼的爱国党候选人奥托·佩雷斯，成为危地马拉53年來第一位左翼总统。
2009年5月10日，危地马拉著名律师罗森伯格被刺杀，5月11日当地各主流媒体同时收到他预录的18分钟影带指控总统科洛姆谋杀。3万危地马拉民众联署要求弹劾科洛姆，支持和反对科洛姆的民众举行大规模游行。
在任期间，他致力于推动民族和解。2011年5月，危地马拉政府和前总统哈科沃·阿本斯的在世家属签署协议，归还阿本斯的遗产，就政府驱逐他出境公开道歉。阿本斯的近亲们还获得经济补偿。2011年10月20日，危地马拉总统阿尔瓦罗·科洛姆在危地马拉国家宫向活跃于国内政坛的阿本斯儿子雅各布·阿本斯·维拉诺瓦正式道歉。科洛姆表示：“（驱逐他出境）这对危地马拉社会来说是犯罪，对开启民主春天的政府来说是侵略行为。”

## 卸任后
2011年，由於危地马拉憲法不容許總統連任，他為了支持妻子珊德拉·托雷斯參選總統，與其離婚，但憲法法院不容許，最終他的政黨無派人參選。其后，珊德拉曾于2015年、2019年两度参选总统，但均以落选告终。

## 荣誉

### 外国勋章奖章
- 采玉大勋章（中华民国，2008年10月8日于台北总统府颁发[5]）

## 外部連結
- Unidad Nacional de la Esperanza Website
- . BBC News. 5 November 2007  [2007-11-06]. （原始内容存档于2019-08-28）.